# Bundesstraße 205
Die Bundesstraße 205 (Abkürzung: B 205) ist eine wichtige Querverbindung zwischen der A 7 und der A 21 in Schleswig-Holstein. Sie verbindet den südöstlichen Landesteil mit der Kiel Region.

## Verlauf
Die Bundesstraße 205 zweigt nördlich von Bad Segeberg von der A 21 ab und führt über Neumünster zur A 7, Anschlussstelle Neumünster-Süd.

## Änderungen
Die B 205 verlief ursprünglich von Bad Segeberg über Neumünster bis nach Jevenstedt. Auf Neumünsteraner Stadtgebiet führte die B 205 zunächst über die Rendsburger Straße, Kuhberg und Großflecken direkt durch die Innenstadt, um dann über Haart und Segeberger Straße die Stadt in Richtung Kleinkummerfeld/Bad Segeberg zu verlassen. Um die Innenstadt vom Durchgangsverkehr zu entlasten, wurde die Streckenführung in den 1980er Jahren auf den westlichen Inneren Ring (Forstweg, Hansaring, Holsatenring, Sachsenring) verlagert. Auf die A 7 traf die B 205 im Norden Neumünsters (Autobahn-Anschlussstelle Neumünster-Nord).
Mit zunehmender Fortführung der Ostseeautobahn A 20 auf schleswig-holsteinischem Gebiet sowie dem Bau der A 21 bis nach Bad Segeberg war in den 1990er Jahren mit einer deutlichen Zunahme des Verkehrs auf der B 205 in Richtung A 7 zu rechnen. Zwischen Willingrade und Rickling abzweigend wurde daher eine Südumgehung gebaut, die direkt an die A 7 anschließt (Anschlussstelle Neumünster-Süd), und Neumünster südlich umgeht. Als Folge wurde die Strecke von Neumünster nach Jevenstedt zur B 77 zur Landesstraße (L 328) abgestuft. Ebenfalls herabgestuft wurden die Streckenabschnitte von Rickling in die Neumünsteraner Innenstadt (K 114, L 322).